# Seznam britanskih fizikov
Seznam britanskih fizikov.

## A
John Adams - Wade Allison - Andrew Fisher - Thomas Andrews - Jonathan Felix Ashmore - 

## B
Victor Albert Bailey - Gilbert Ronald Bainbridge - Julian Barbour - Philip Beckley - Richard Beeching - John Desmond Bernal - Michael Berry - James Binney - Christopher Bishop - Brebis Bleaney - Allan Boardman - David Bohm - Alexander Boksenberg - Max Born - Edward George Bowen - C. V. Boys - Donald Braben - Daniel Joseph Bradley - Cecil Reginald Burch - Keith Burnett - 

## C
Hugh Longbourne Callendar - David John Candlin - Leigh Canham - John Cardy - Brandon Carter - Richard Clegg - Frank Close - William Cochran - David Cockayne - Alan Cook - Vernon Ellis Cosslett - Alan Cottrell - Steven Cowley - Brian Cox - Eva Crane - William Crookes

## D
David Deutsch - Robin Devenish - Samuel Devons - Herbert Dingle - Roland Dobbs - Gordon Miller Bourne Dobson - Cyril Domb - Athene Donald - Sebastian Doniach - James Dyson - Freeman John Dyson (brit.-amer.)

## E
Artur Ekert - John Ellis (1946) - 

## F
Eric Fawcett - David Field - Michael Ellis Fisher - Carey Foster - Ralph H. Fowler - Frederick Charles Frank - Raoul Franklin - Rosalind Franklin - Richard Friend - Otto Robert Frisch - Klaus Fuchs -

## G
Dennis Gabor (Gábor Dénes) - Andre Konstantin Geim - Peter Goddard - Godfrey Stafford - Jeffrey Goldstone - Julia Goodfellow - Raymond Gosling - Ian Grant - Louis Harold Gray - Herbert S. Green - Ernest Howard Griffiths - Ronald Wilfried Gurney -

## H
Dirk ter Haar - William Rowan Hamilton - Jonathan Hare - Oliver Heaviside - William Mitchinson Hicks - Raymond Hide - Cyril Hilsum - Edward Hinds - Peter E. Hodgson - Harold Hopkins - Archibald Howie - John Hubbard - Chris Hull - Herbert Huppert - 

## I
Christopher Isham - 

## J
Clifford Victor Johnson - Jonathan A. Jones - Brian David Josephson

## K
Anthony Kelly - Nicholas Kemmer - Desmond King-Hele - Jasper Kirkby - Peter Knight - Nicholas Kurti - 

## L
Joseph Larmor - David Lary - John D. Lawson - Edward Lee - Michael Levitt - Patricia Lewis - Andrew R. Liddle - Frederick Lindemann, 1st Viscount Cherwell - Henry Lipson - Joseph Jackson Lister - Ben Lockspeiser - Malcolm Ludvigsen - Andrew Lyne - 

## M
David J. C. MacKay - Allan Mackintosh - Ray Mackintosh - Robert Matthews - Kenneth Mees - Kurt Mendelssohn - Alec Merrison - Samuel Milner - William Mitchell - Philip Burton Moon - 

## N
Kirpal Nandra - 

## O
David Olive - Egon Orowan - 

## P
Stuart Parkin - Alfred Lauck Parson - Bas Pease - F. David Peat - Rudolf Peierls - William George Penney, Baron Penney - Donald Hill Perkins - Brian Pippard - Michael Polanyi - John Polkinghorne - James E. Pringle -

## R
John Rarity - J. A. Ratcliffe - Osborne Reynolds - William Ritchie - Harold Roper Robinson - John Thomas Romney Robinson - Douglas Ross - Joseph Rotblat - Albert Percival Rowe - Arthur William Rucker - Philip Russell - Ernest Rutherford - 

## S
- Chris Sachrajda
- Abdus Salam (Pakistanec)
- Herbert Schofield
- Basil Schonland
- Arthur Schuster
- Dennis William Sciama
- David Shoenberg
- Joshua Silver
- Francis Simon
- Geoffrey Sims
- Simon Singh (1964 – )
- Tony Skyrme
- Christopher Llewellyn Smith
- Andrew Steane
- William Joseph Stern
- Alex Stokes
- George Stokes, 1st Baronet
- George Johnstone Stoney
- Ray Streater
- Peter A. Sturrock
- Christine Sutton
- Kathy Sykes

## T
David Tabor - Charles Taylor - Harold McCarter Taylor - John G. Taylor - Harold Neville Vazeille Temperley - Stephen Thorndike - Samuel Tolansky - Baien Tomlin - Michael Francis Tompsett - John Sealy Townsend - Clement John Tranter - Andrew Turberfield - Grenville Turner - John Tyndall - 

## V
Vlatko Vedral - Eric Voice - 

## W
Peter Wadhams - Alan Walsh - John Clive Ward - Alan Andrew Watson - Colin Webb - Felix Weinberg - Mark Welland - George Watson - Stanley Whitehead - Lionel Robert Wilberforce - Maurice Wilkins - Peter Michael Williams - Herbert Wilson - Albert Beaumont Wood - Michael Woolfson - Charles Gorrie Wynne -

## Z
Sigurd Zienau - 